# Пилишверешвар
Пилишверешвар (мађ. Pilisvörösvár) град је у Мађарској. Пилишверешвар је значајан град у оквиру жупаније Пешта, а истовремено и важно предграђе престонице државе, Будимпеште.
Пилишверешвар има 13.463 становника према подацима из 2009. године.

## Географија
Град Пилишверешвар се налази у северном делу Мађарске. Од престонице Будимпеште град је удаљен 20 километара севернозападно. Град се налази у северном делу Панонске низије, у оквиру побрђа Пилиш. Надморска висина насеља је око 180 метара.

## Становништво
Становништво Пилишверешвара је данас етнички мешовито са мађарском већином (65,1%), али и са значајном немачком (23,7%) и словачком мањином (9,4%). Немци су још почетком 20. века били претежно становништво насеља, али су се током века у великом броју иселили у матицу.

## Галерија
- Средиште града
- Римокатоличка црква
- Градска кућа
- "немачка“ чесма

## Партнерски градови
- Герштетен
- Шрамберг
- Верхајм
- Гребенцел
- Борсек